# 萊夷
萊夷，為東夷之一，居住在今山東半島一帶。相傳在夏朝即已存在，曾建立莱国。

## 概論
《尚書》記載，萊夷居住在青州。馬融認為，居住在海濱的萊夷，稱嵎夷。
顏師古認為他們居住在萊山下，以畜牧為生。